# Olešenka

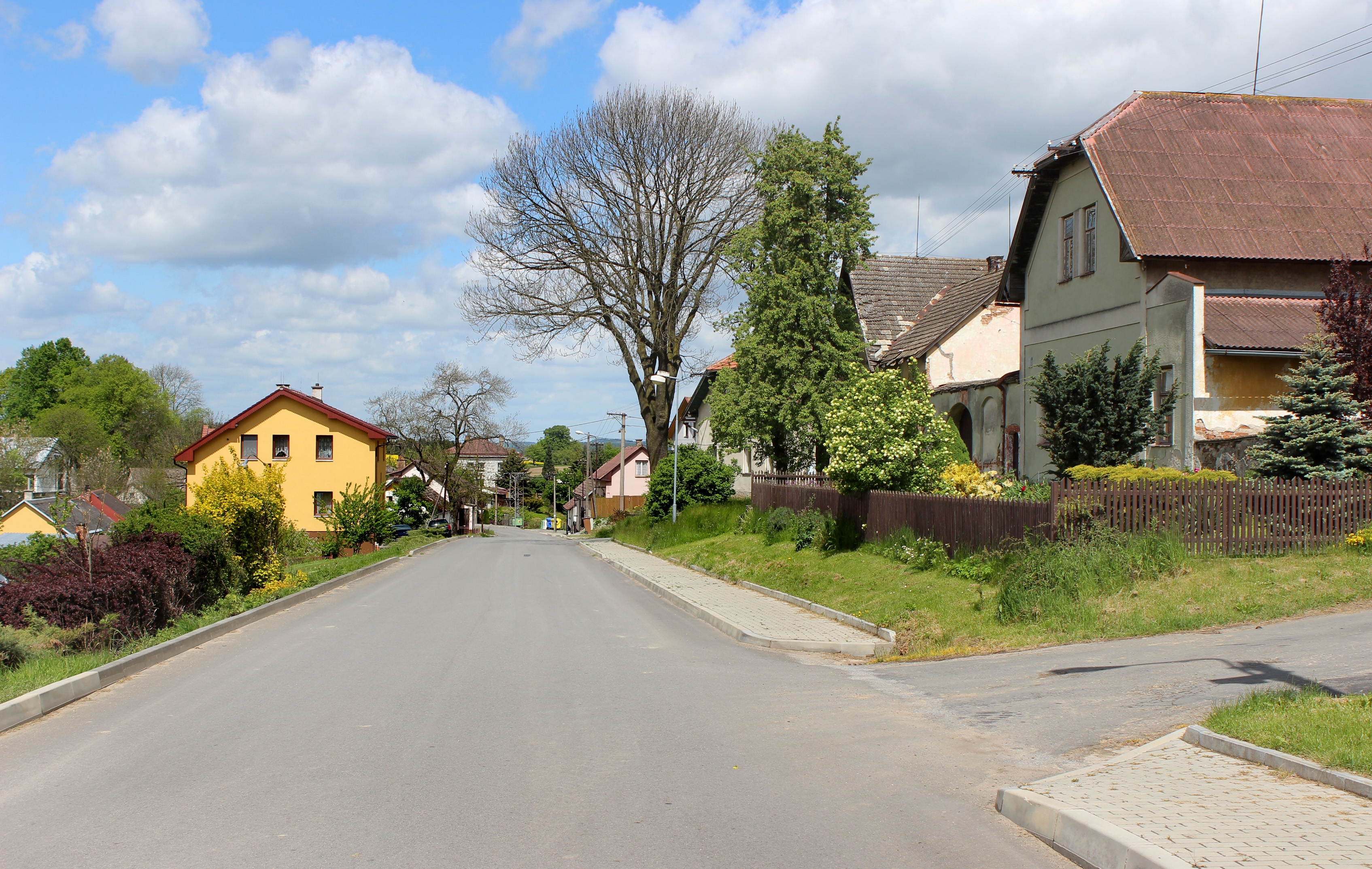
Hauptstraße

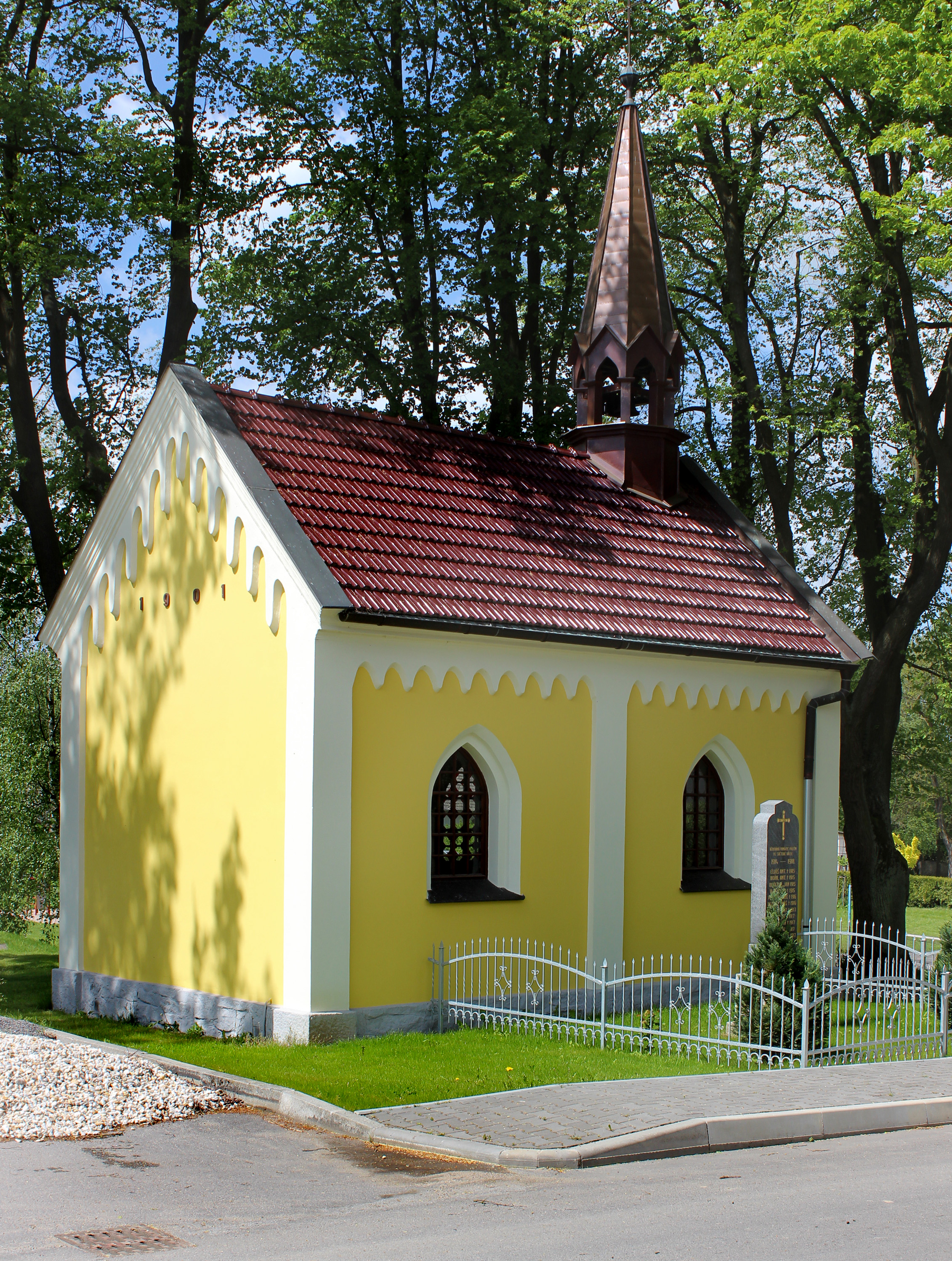
Kapelle der hl. Rosalia

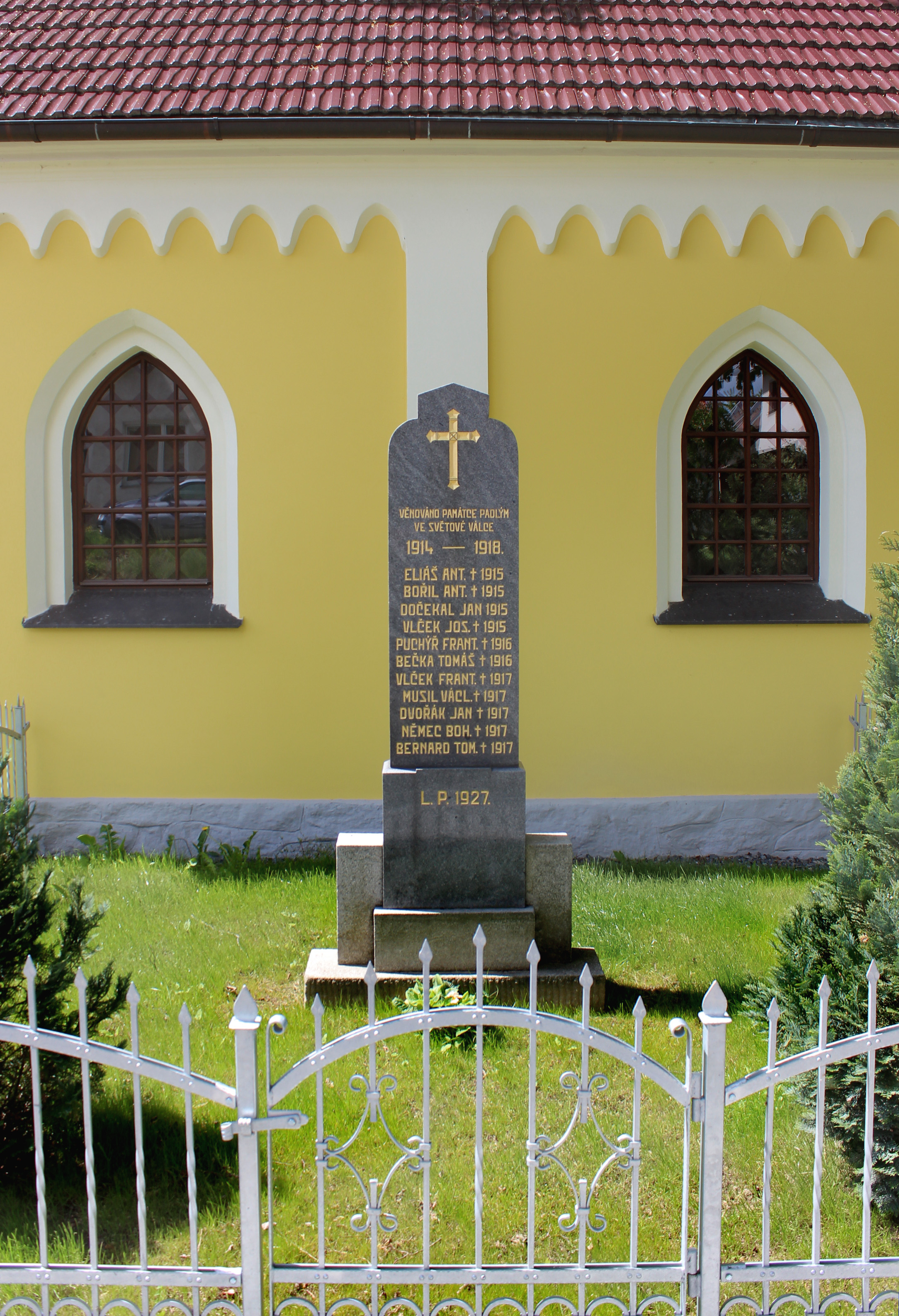
Gedenkstein für die Gefallenen des Ersten Weltkrieges

Olešenka, bis 1950 Olešná (deutsch Woleschna) ist eine Gemeinde in Tschechien. Sie liegt vier Kilometer südöstlich von Přibyslav und gehört zum Okres Havlíčkův Brod.

## Geographie
Olešenka befindet sich in der Quellmulde des Baches Olešenka in der Přibyslavská pahorkatina (Primislauer Hügelland). Östlich des Dorfes fließt der Bach Olešnický potok. Im Süden erhebt sich der Strážky (604 m n.m.) und nordwestlich die Borovina (527 m n.m.).
Nachbarorte sind Ronov nad Sázavou, Ovčín und Volský Žlab im Norden, Pořežín, Nové Dvory und Červený Mlýn im Nordosten, Sázava und Buková im Osten, Nížkov und Špinov im Südosten, Poděšín, Skrýšov, Záborná und Hrbov im Süden, Brzkov im Südwesten, Česká Jablonná und Dolní Jablonná im Westen sowie Dvorek, Hesov und Poříčí im Nordwesten.

## Geschichte
Die erste schriftliche Erwähnung des Dorfes erfolgte im Jahre 1356, als Čeněk von Leipa die Herrschaft Polná mit der Burg und dem Städtchen Polná, den Dörfern Dobroutov, Věžnice, Hrbov, Oleschna, Poříčí, Německá Jablonná, Česká Jablonná, Buková, Šachotín, Rosička, Špinov, Nížkov, Sirákov und Poděšín sowie allem Zubehör seinem Vettern Ješek Ptáček von Pirkstein überließ. 1502 wurde das Dorf in einer Urkunde des Hynek Boček von Kunstadt über das Heimfallrecht der Stadt Polná zusammen mit 33 weiteren Dörfern der vereinigten Herrschaft Polná und Přibyslav aufgeführt. 1597 verkaufte Joachim Ulrich von Neuhaus die Herrschaft Polná-Přibyslav für 119.000 Schock Meißnische Groschen an Hertwig Seidlitz von Schönfeld, in der Urkunde wurde das Dorf mit Wolessna bezeichnet. Nach der Schlacht am Weißen Berg wurde der Besitz des Protestanten Rudolf Seidlitz von Schönfeld im Jahre 1622 konfisziert; die Herrschaft Polná-Přibyslav ging zunächst als Pfand an Jaroslav Borsita von Martinic, wurde jedoch bereits 1623 für 115.000 Gulden an Kardinal Dietrichstein verkauft. Die Fürsten von Dietrichstein hielten den Besitz über knapp 300 Jahre.
Wolessna gehörte zur Pfarrei Přibyslav. Im Zuge der Rekatholisierung wurde die Pfarrei zwischen 1624 und 1628 vom Polnaer Dekan Hlinecký verwaltet, der in dieser Zeit der einzige katholische Geistliche auf dem gesamten Herrschaftsgebiet war. In der berní rula von 1654 sind für Wolessna 14 Bauernstellen, darunter drei wüste, sowie vier Chalupner aufgeführt. Das älteste Ortssiegel stammt vom Ende des 17. Jahrhunderts, es zeigt einen Baum mit zwei Vögeln, darüber das Dietrichsteiner Wappen (zwei Winzermesser) und trägt die Umschrift WES WOLESSNA. 1750 wurde auf Kosten der Einwohner ein hölzernes Schulhaus errichtet und der Schulunterricht aufgenommen. Im Jahre 1777 bestand Wolessna aus 31 Wohnhäusern. In der Schule wurden 1822 55 Kinder, davon 21 aus Česká Jablonná unterrichtet. Ein Jahr später wurde die Schule in Wolessna eine selbständigen Filialschule für Wolessna und Böhmisch Gablenz (Česká Jablonná) ernannt. 1826 wurde die Gemeinde zum Bau eines neuen Schulhauses beauflagt, für das 1841 der Grundstein gelegt wurde. Im Jahre 1840 bestand das im Caslauer Kreis gelegene Dorf Woleschna bzw. Wolessna aus 40 Häusern mit 259 Einwohnern. Im Ort gab es eine Filialschule unter dem Patronat der Gemeinde. Pfarrort war Primislau. Bis zur Mitte des 19. Jahrhunderts blieb das Dorf der Fideikommissherrschaft Polna und Primislau untertänig.
Nach der Aufhebung der Patrimonialherrschaften bildete Volešná ab 1849 einen Ortsteil der Gemeinde Poříčí im Gerichtsbezirk Přibyslau. Ab 1864 gehörte das Dorf zum Bezirk Přibyslau und ab 1868 zum Bezirk Polna. 1880 lebten in Volešná 336 Personen. Die 1882 von den Gemeindevertretern von Volešná beantragte Abtrennung des Dorfes von Poříčí wurde 1883 durch den Statthalter des Königreiches Böhmen abgelehnt. 1884 wurde das Dorf dem Bezirk Chotěboř zuwiesen. Nachdem die Schule 1889 mit 117 Kindern, davon 41 aus Česká Jablonná eine Rekordschülerzahl erreicht hatte, für die die Räumlichkeiten nicht mehr ausreichten, erfolgte der Beschluss zur Errichtung einer eigenen Schule in Česká Jablonná. 1893 wurde in Volešná eine Freiwillige Feuerwehr gegründet, ihre offizielle Eintragung erfolgte erst zwei Jahre später. Unterhalb der Kapelle wurde 1895 ein Spritzenhaus erbaut. Zu dieser Zeit wurde auch der alte Ortsname Volešná in Olešná u Přibyslavi abgeändert. Der Bau der neuen Straße von Přibyslav über Olešná und Buková über die Bezirksgrenze nach Nížkov wurde 1904 abgeschlossen. Das Schulhaus wurde 1907–1908 erweitert und erhielt ein Obergeschoss. Zu Beginn des Jahres 1910 löste sich Olešná u Přibyslavi von Poříčí los und bildete eine eigene Gemeinde. Zu dieser Zeit bestand das Dorf als 42 Häusern und hatte 302 Einwohner. Beim Zensus von 1921 lebten in den 44 Häusern von Olešná u Přibyslavi 314 Personen (56 Familien). Olešná u Přibyslavi wurde 1928 an das Elektrizitätsnetz angeschlossen. Beim Zensus von 1930 hatte Olešná u Přibyslavi 293 Einwohner und bestand aus 52 Häusern. Zwischen 1936 und 1938 wurde die neue Straße nach Olešná errichtet. Am 17. April 1941 wurde Olešná zusammen mit dem gesamten Gerichtsbezirk Přibyslau auf Beschluss der Regierung Eliáš dem Bezirk Neustadtl/Okres Nové Město na Moravě zugeordnet. Nach dem Ende des Zweiten Weltkrieges wurde durch das Beneš-Dekret vom 27. Oktober 1945 der Vorkriegsstand der Verwaltungseinheiten wiederhergestellt, dadurch gehörte Olešná wieder zum Okres Chotěboř. Seit dem 18. Januar 1949 gehörte die Gemeinde zum neu gebildeten Okres Žďár. Beim Zensus vom 1. September 1949 lebten in den 55 Häusern von Olešná 236 Personen. Im Jahre 1950 erhielt die Gemeinde den neuen Namen Olešenka. 1957 erfolgte die Gründung einer JZD. Im Zuge der Gebietsreform vom 1960 wurde Olešenka in den Okres Havlíčkův Brod eingegliedert. Zu dieser Zeit lebten 236 Personen in dem Dorf. Die neunklassige Grundschule Olešenka wurde zum 1. September 1973 geschlossen. Bei der Volkszählung von 2001 hatte Olešenka 189 Einwohner; im Dorf gab es 64 Häuser, darunter einen 63 Einfamilienhäuser und einen Wohnblock.

## Sehenswürdigkeiten
- Kapelle der hl. Rosalia, sie wurde 1901–1902 anstelle eines baufälligen Vorgängerbaus errichtet. Finanziert wurde der Bau durch die ortsansässigen Eheleute Vlček und eine Spende von 500 Gulden des aus dem Dorf stammenden Berliner Zuckerbäckers Adolf Vlček
- Gedenkstein für die Gefallenen des Ersten Weltkrieges, errichtet 1927 für 3900 Kronen durch die Einwohner und die Feuerwehr
- Ehemalige Schule, heute Sitz des Gemeindeamtes
- Alte Erdkeller (Lochy) vor der Kapelle
- Gedenkkreuz für den Gutsbesitzer František Dušek
- Steinkreuz in den Feldern
- Gusseisernes Kreuz, gefertigt in der zweiten Hälfte des 19. Jahrhunderts in der Eisenhütte Ransko
- Wegkapelle St. Markus, an der Straße zwischen Olešenka und Česká Jablonná

## Persönlichkeiten
- Jan Milota (1861–1929), Kinderbuchautor, er wirkte ab 1906 als Lehrer in Olešenka und veröffentlichte unter den Pseudonymen Jan Orebský bzw. J. M. Dědinský